# Bruno Wallnöfer
Bruno Wallnöfer (n. 1960) és un botànic austríac.

## Biografia
Bruno Wallnöfer va néixer el 1960.
Va construir la seva carrera científica a la secció de botànica del Museu d'Història Natural de Viena.
La seva recerca se centra en l'estudi de la família de les melastomatàcies i la família de les ebenàcies.

## Activitats científiques
Bruno Vallnöfer s'especialitza en espermatòfits.

## Algunes publicacions
- Duangjai, S; B Wallnöfer, R Samuel, J Munzinger, MW Chase. 2006. Generic delimitation & relationships in Ebenaceae sensu lato: evidence from six plastid DNA regions. American Journal of Botany. 2006 93: 1808—1827.[4]
- Wallnöfer, B. 2004. A revision of Lissocarpa Benth. (Ebenaceae subfam. Lissocarpoideae (Gilg in Engler) B. Walln.) Ann. Naturhistorischen Museums in Wien, B 105: 515—564.
- 2001. Lectotypification of Diospyros cayennensis A. DC. (Ebenaceae). Taxon 50 (3), Golden Jubilee Part 5, pp. 887—889.
- 2001. The biology & systematics of Ebenaceae: a review. Ann. Naturhistorischen Museums in Wien, B: 103: 485—512.